# Aristebulea
Aristebulea là một chi bướm đêm thuộc họ Crambidae.

## Các loài
- Aristebulea nobilis (Moore, 1888)
- Aristebulea principis Munroe & Mutuura, 1968